# Bitwa pod piramidami (cyklorama)
Bitwa pod piramidami, także Piramidy – cyklorama namalowana farbami olejnymi na płótnie autorstwa Wojciecha Kossaka, Michała Wywiórskiego i zespołu malarzy, ukończona w 1901 roku, po okresie wystawienniczym pocięta.

## Historia
Gubernator warszawski Aleksandr Imeretyński nie wyraził zgody na namalowanie przez Wojciecha Kossaka cykloramy Bitwa pod Somosierrą. Temat został uznany za zbyt patriotyczny, mogący zyskać wydźwięk narodowowyzwoleńczy wśród Polaków. Malarz postanowił przedstawić bitwę pod piramidami stoczoną przez wojska napoleońskie z broniącą się armią mamelucką 21 lipca 1798 roku. Zygmuntowi Rozwadowskiemu powierzono studia dotyczące umundurowania i broni. Rozwadowski udał się w tym celu do Paryża. Kossak wraz z Michałem Wywiórskim zajęli się poznaniem dokładnej topografii okolic wioski Imbaba w Egipcie. Posłużyli się planem bitwy autorstwa Adolphe’a Thiersa zawartym w dziele L’expedition de Bonaparte en Egypte z 1900 roku.
Najpierw przygotowano szkice olejne. Cyklorama o wymiarach 115 × 15 m powstawała w wynajętej rotundzie przy ul. Karowej w Warszawie. Oficjalne rozpoczęcie prac nastąpiło 20 listopada 1900 roku. Oprócz Rozwadowskiego i Wywiórskiego przy tworzeniu panoramy uczestniczyli polscy malarze: Kazimierz Pułaski, Czesław Tański, Władysław Jasieński i Józef Ryszkiewicz. Zaproszenie przyjął również Jacek Malczewski, ale ostatecznie nie wziął udziału w malowaniu. Panoramę wystawiono 2 kwietnia 1901 roku. Została dobrze przyjęta przez krytyków, ale nie cieszyła się tą samą popularnością wśród publiczności co Panorama Racławicka.
We wrześniu 1902 roku obraz został zwinięty i złożony w magazynach Kolei Warszawsko-Petersburskiej. Przed 1905 dzieło zakupili prawnik Henryk Lgocki oraz charkowski kupiec Henryk Boletale. Kolejno wystawiano Bitwę pod piramidami w Moskwie, Odessie i Charkowie. Po 1908 roku Kossak pociął panoramę na mniejsze fragmenty, by ułatwić jej rozsprzedanie. W kolekcjach muzealnych znajdują się następujące fragmenty obrazu:
- Szarża mameluków pod wodzą Murad Paszy, Muzeum Narodowe w Poznaniu, 285 × 510 cm, nr inw. MP 2368
- Atak mameluków na czworobok wojsk francuskich, Muzeum Zofii Kossak-Szatkowskiej w Górkach Wielkich, 133 × 83 cm, nr inw. MC-K-S-14
- Starcie mameluków z czworobokiem wojsk francuskich, Iwanowskie Obwodowe Muzeum Sztuki w Iwanowie (Ukraina), 257 × 577 cm

Właścicielem jednego z fragmentów jest Bank Pekao:
- Bitwa (Bitwa pod piramidami[5]), kolekcja Banku Pekao SA

W kolekcji Muzeum Narodowego w Warszawie znajduje się jeden ze szkiców do panoramy:
- Bitwa pod piramidami, szkic, Muzeum Narodowe w Warszawie, olej na płótnie, 70 × 105 cm, nr inw. MP 3755 MNW

Fragmenty panoramy znajdują się w kolekcjach prywatnych.

## Opis
Kossak przedstawił na pierwszym planie piechotę napoleońską odpierającą szarżę kawalerii mameluków. W oddali widoczny jest Kair, wioski i piramidy. Artyści ukazali rozpędzone sylwetki koni w kłębach pustynnego pyłu.

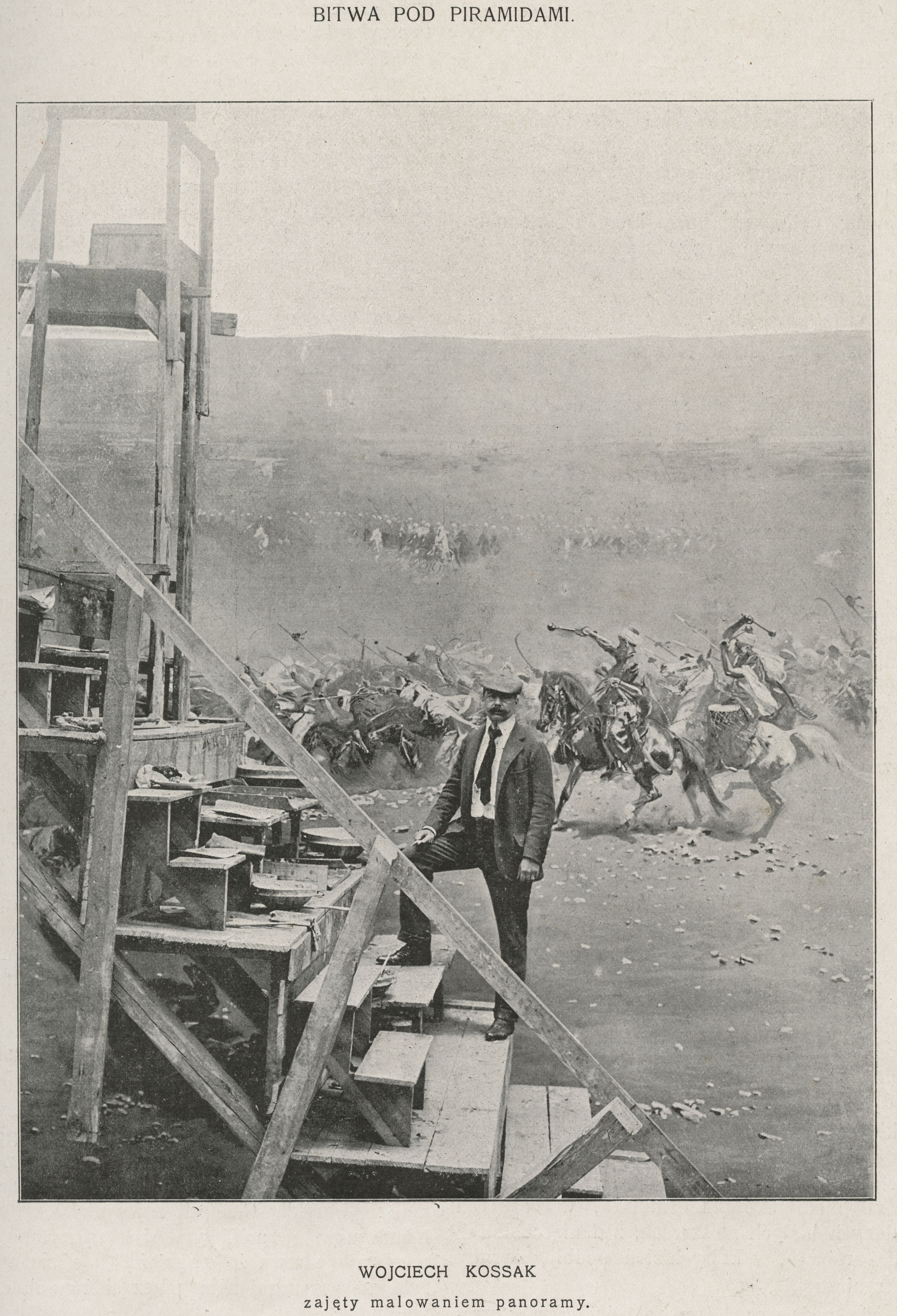
Kossak zajęty malowaniem panoramy
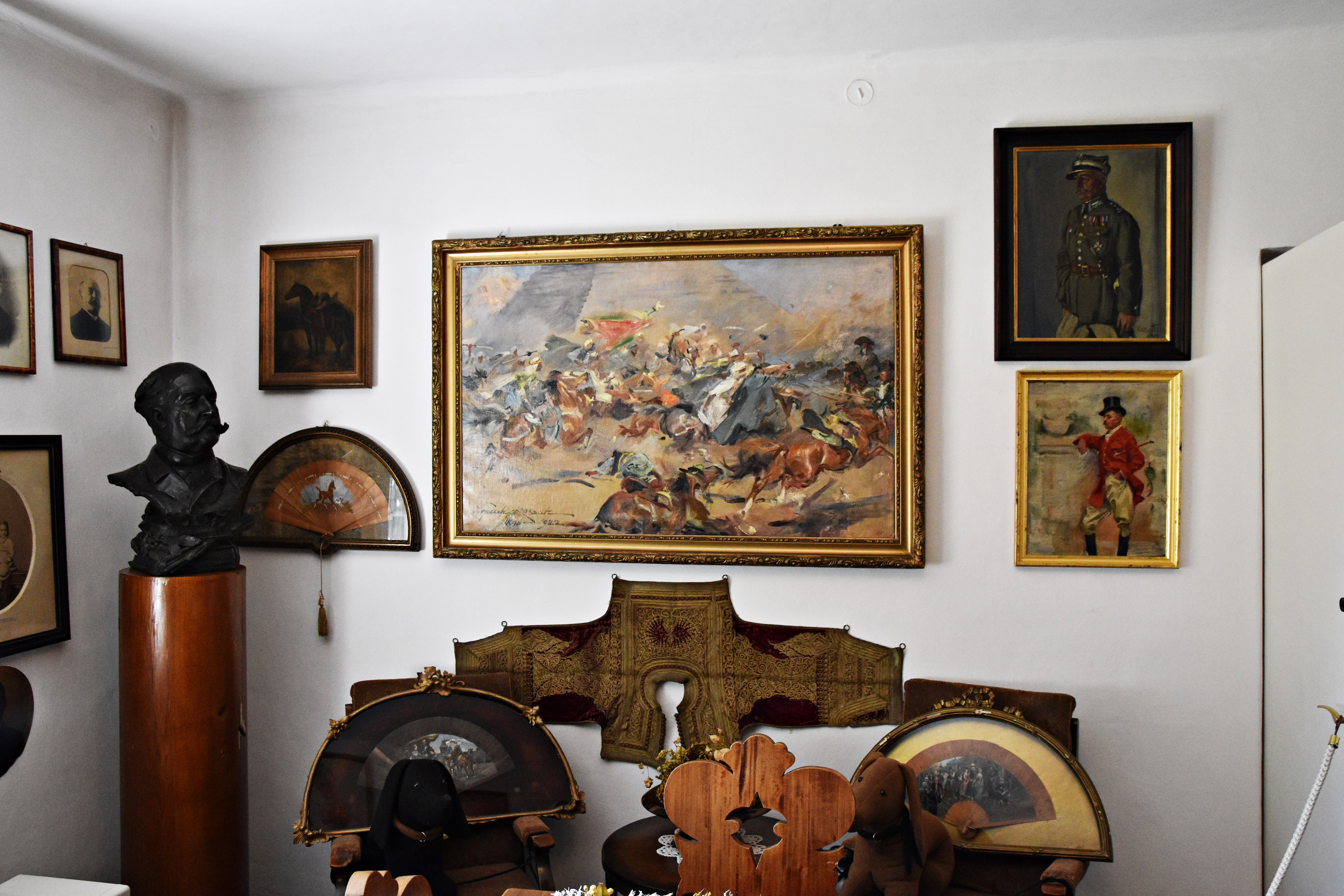
Fragment panoramy w Muzeum Z. Kossak w Górkach Wielkich
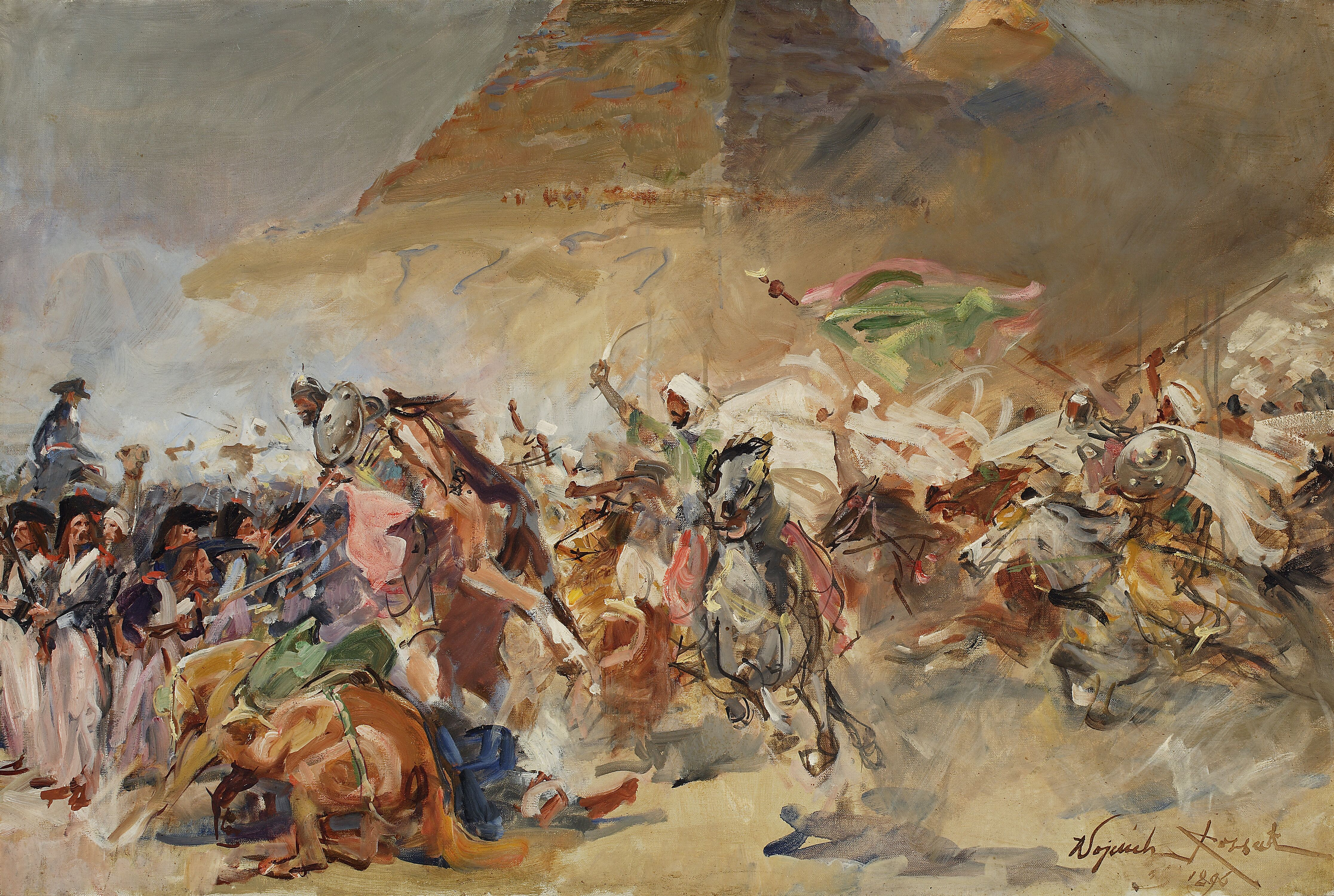
Szkic olejny w zbiorach Muzeum Narodowego w Warszawie
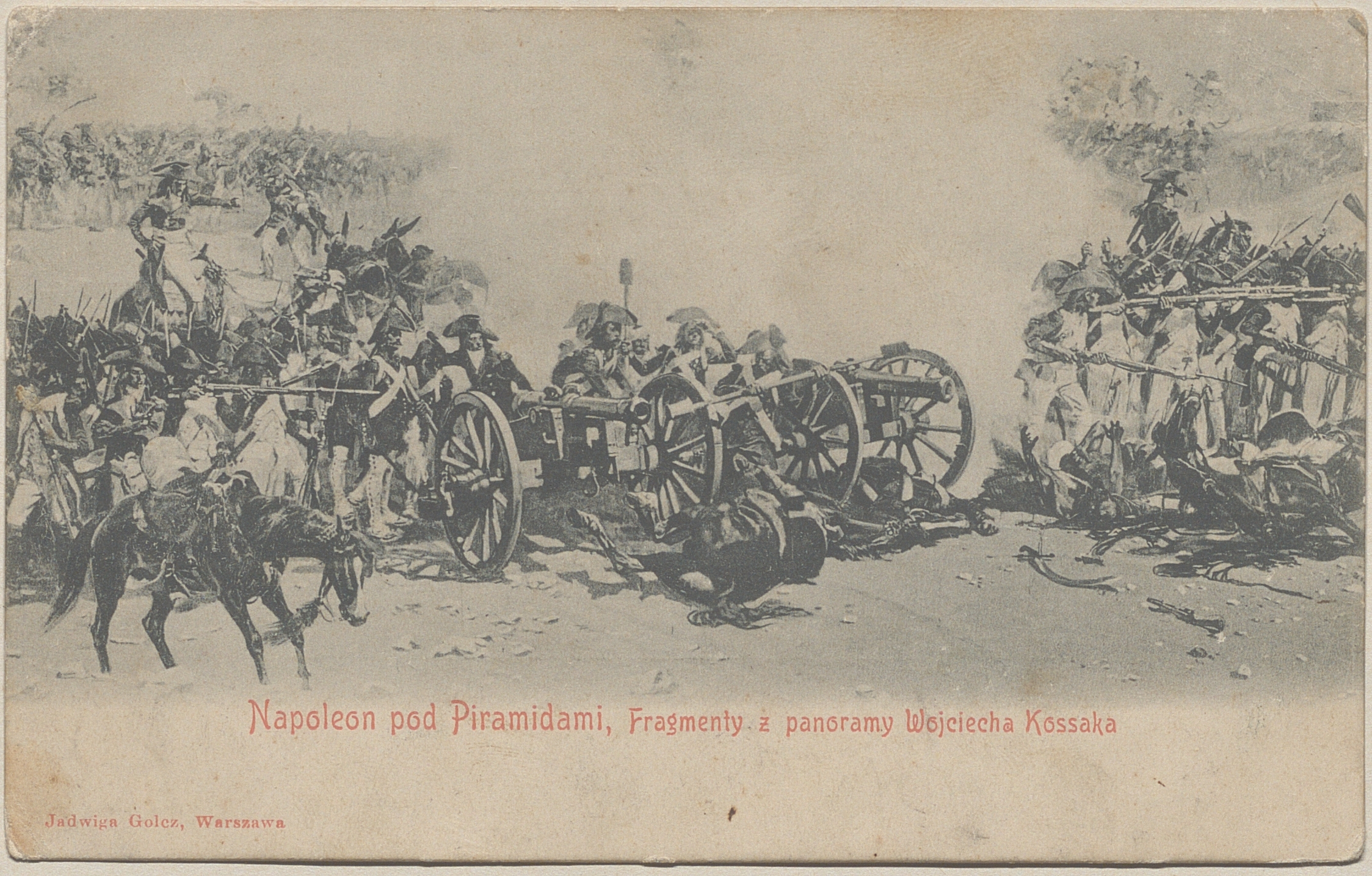
Napoleon pod piramidami, pocztówka z 1906 roku

## Galeria

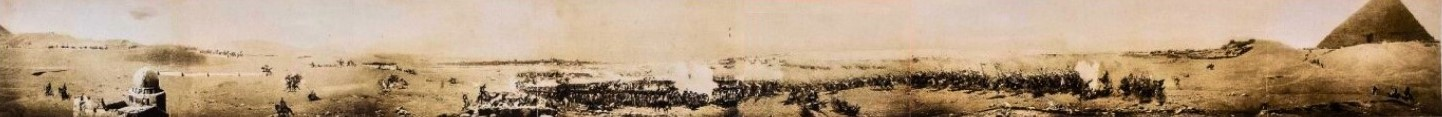
Reprodukcja z epoki.